# Isoglossa floribunda
Isoglossa floribunda är en akantusväxtart. Isoglossa floribunda ingår i släktet Isoglossa och familjen akantusväxter.

## Underarter
Arten delas in i följande underarter:
- I. f. floribunda
- I. f. salviiflora